# SuperGrafx
Il PC Engine SuperGrafx (PCエンジンスーパーグラフィックス?), meglio noto come SuperGrafx (スーパーグラフィックス?), è una console a 16 bit prodotta da NEC tra il 1989 e il 1990.

## Storia
Annunciata con il nome di PC Engine 2, la piattaforma era uno dei modelli prodotti nel 1989 a partire dal PC Engine, insieme allo Shuttle e al CoreGrafx. L'aspetto e il nome della console erano ispirati al TurboGrafx-16, versione della piattaforma NEC commercializzata nel mercato statunitense. Alcune unità del SuperGrafx vennero distribuite in Francia da Sodipeng.
Il SuperGrafx fu un fallimento, soprattutto per lo scarso supporto da parte dei produttori di videogiochi. Solo cinque titoli furono distribuiti per la macchina. Non vi erano giochi su CD. SCD o ACD scritti per utilizzare le innovazioni fornite dal SuperGrafx, i giochi costavano approssimativamente 110 dollari. Tuttavia, il SuperGrafx poteva utilizzare i giochi su HuCard, CD, Super CD e Arcade CD del PC Engine, e quindi la console, in realtà, disponeva di circa 700 giochi.

## Caratteristiche
Era compatibile con i giochi PC Engine, sebbene avesse specifiche tecniche più avanzate. Per la macchina vennero inoltre progettati nuovi accessori.

### Hardware
Comparato al PC Engine aveva una memoria principale quattro volte più grande, un secondo chip video con allegata memoria dedicata e un controller indipendente per lo scrolling che poteva essere combinato con i processori video. Il SuperGrafx supportava due livelli indipendenti di scrolling sullo schermo, come il Sega Mega Drive e a differenza del PC Engine che disponeva di un solo livello di scrolling.

### Videogiochi
Per la console evennero realizzati solo cinque nuovi giochi: 1941: Counter Attack, Aldynes, Battle Ace, Daimakaimura e Granzort. Altri due giochi, Darius Plus e un'edizione limitata di Darius Alpha, uscirono in cartucce ibride che funzionano anche su PC Engine, ma hanno miglioramenti grafici quando eseguiti su SuperGrafx.

### Accessori
Tra gli accessori ne venne progettato uno denominato Power Console che riproduceva una console di un aereo e poteva essere utilizzata per innalzare il livello di realismo dei simulatori di volo e di guida.; ne vennero realizzati solo i prototipi, infatti poi si decise di non produrlo in serie.